# Tina More
Tittina Del Carmen Civile (n. 30 de junio de 1983, Caracas, Venezuela), conocida artísticamente como Tina More, es una cantante venezolana de música electro house, de origen italiano.
Uno de sus éxitos es Touch Me, lanzado en 2009 y remixado en 2010.